# Автошлях E201
Європейський маршрут E201 — автомобільний європейський автомобільний маршрут категорії Б, що з'єднує в Ірландії міста Корк і Порт-Ліїше.

## Маршрут
- -  E30 Корк
  -  E20 Порт-Ліїше